# Vallavaraiyan Vandiyadevan
Vallavaraiyan Vandiyadevan fue un comandante del ejército chola y uno de los jefes militares más famosos que sirvieron a los emperadores chola Rajaraja I y Rajendra I. Fue jefe de los samantha del Arcot del Norte y también el esposo de la hermana mayor de Rajaraja, Kunthavai Pirattiyar. También fue el mariscal de campo al frente del ejército de Sri Lanka de Rajaraja l y Rajendra I. El territorio bajo su autoridad se conocía como Vallavaraiyanadu. Gobernó sobre Brahmadesam. La personalidad de Vallavaraiyan se idealizó para la famosa novela Ponniyin Selvan de Kalki Krishnamurthy (Kalki), y también en muchas otras piezas literarias como Vandiyadevan Vaal y Vandiyadevan Senai Thalaivan.

## Orígenes
Tanto sus orígenes como su clan son objeto de un extenso debate. Kalki Krishnamurthy creía firmemente que su clan era Vaanar Kulam (Reino Bana/Magadai Mandalam) y así lo afirmó en su famosa novela Ponniyin Selvan. 

## Evidencias
Se le menciona en la inscripción del Templo Rajarajeshwaram, en la que se lo menciona como el esposo de Kundavai Nachiyar.

## En la cultura popular
Vandhiyadevan es uno de los personajes clave de la novela Ponniyin Selvan. El autor, Kalki Krishnamurthy, lo describe como un guerrero/príncipe valiente, aventurero y sarcástico que se terminaría convirtiendo en el Comandante de las Tropas del Sur bajo el reinado de Uttama Chola. Aunque es el segundo protagonista de la historia además del propio Ponniyin Selvan, las hazañas de Vandiyadevan hacen que los lectores lo consideren el héroe principal en varios puntos de la novela. Era guardaespaldas y amigo cercano de Aditya Karikalan en Kanchi, quien lo envía como mensajero a Parantaka II en Thanjavur para invitarlo al palacio dorado recién construido en Kanchi, también serviría como guardia de confianza de Kundavai en Pazhayarai. Sus actos no planificados y precipitados lo ponen a sí mismo y a otros en peligro, pero sale de ellos con engaños y suerte. Es el amante de la princesa Kundavai. Es amado unilateralmente por Manimekalai, la hermana de Kandamaran. El autor presenta a la mayoría de los personajes a la audiencia a través de él. La gran mayoría de los lectores de este libro lo admiraron por su carácter y actitud más que al protagonista principal Ponniyin Selvan.
Una estatua ecuestre de Vallavaraiyan a escala fue erigida en Chennai durante el primer mandato del señor Karunanidhi como Ministro Principal, cerca de Gemini Flyover en Mount Road. Curiosamente, esto también coincidió con la prohibición de las carreras de caballos por parte del gobierno de Tamil Nadu.

## Otras lecturas
- Ponniyin Selvan. Novela completa en Tamil Wikisource (Unicode).
- Rajakesari, una nueva novela escrita por Gokul Seshadri, ocurre durante la última parte de la vida de Rajaraja Chola. Es un thriller histórico que se puede leer completo en el sitio web de la revista electrónica mensual Varalaaru. Para leer la novela, Click aquí
- Cherar Kottai (Parte II de Rajakesari), otra novela también de Gokul Seshadri, sucede durante la primera parte de la vida de Rajaraja Chola. Explica completamente las circunstancias bajo las cuales Rajaraja logra su primera y memorable victoria sobre Kanthaloor Chalai, una academia de artes marciales chera. Es una ficción histórica que se puede leer en el sitio web de la revista electrónica mensual Varalaaru. Para leer la novela, Click aquí
- Serie Kalvettu Sonna Kadaigal en la revista Varalaaru.com
- Sadasiva Pandarathar: Pirkala Chozar Varalaaru. Universidad de Annamalai.